# Трейна Симънс
Трейна Май Симънс (на английски: Trana Mae Simmons) е американска писателка, авторка на произведения в жанра исторически любовен роман. Пише в жанра паранормален трилър под псевдонима Т. М. Симънс (на английски: T. M. Simmons).

## Биография и творчество
Родена е на 1 ноември 1947 г. в Рокуол, Тексас, САЩ. Отраства в Охайо. След завършване на гимназията през 1966 г. се жени на Бърнард Симънс.
Започва да пише през 1990 г. Първият ѝ любовен роман „Отдаване в Монтана“ е публикуван през 1993 г.
След 10 любовни романа и поради спада в търсенето на романтичната литература решава да смени жанра и започва да пише паранормални трилъри. Издава произведенията си чрез сайтове за електронни книги.
Първият ѝ роман „Мъртвият мъж разказва“ от поредицата „Загадките на мъртвия мъж“ е публикуван през 2004 г. Главен герой е ловецът на призраци Алис Карпентър, която трябва да си сътрудничи с призраците, за да разкрие минали и днешни убийства и да докаже невинността на заподозрените от полицията.
Трейна Симънс живее със семейството си в Теръл, Източен Тексас.

## Произведения

### Като Трейна Симънс

#### Самостоятелни романи
- Montana Surrender (1993)
Отдаване в Монтана, изд.: „Калпазанов“, София (1994), прев. Благовеста Дончева
- Bittersweet Promises (1994)
- Mountain Magic (1995)
- Spellbound (1998)
- Southern Charms (1999)
- Dead Man Talking (2004)
- Witch Angel (2005)

#### Серия „Сърцата от дома“ (Homespun Hearts)
1. Tennessee Waltz (1997)
2. Town Social (1996)
3. Winter Dreams (1997)

### Като Т. М. Симънс

#### Самостоятелни романи
- Winter Prey (2012)
- Dragon's Dishonor (2012)
- Upon a Midnight Clear (2013)
- Deliver Us From Evil (2014)

#### Серия „Загадките на мъртвия мъж“ (Dead Man Mysteries)
1. Dead Man Talking (2004)
2. Dead Man Haunt (2012)
3. Dead Man Hand (2012)
4. Dead Man Ohio (2014)

#### Серия „Дневникът на ловеца на прзраци“ (Ghost Hunting Diary)
1. Ghost Hunting Diary Volume 1 (2011)
2. Ghost Hunting Diary Volume II (2011)
3. Ghost Hunting Diary Volume III (2012)
4. Ghost Hunting Diary Volume IV (2012)
5. Ghost Hunting Diary Volume V (2013)

#### Серия „Живот с мъртвите хора“ (Living With Dead Folks)
1. Living With Dead Folks (2011)
2. Living With Dead Folks 2 (2014)
3. Living With Dead Folks 3 (2015)

#### Новели
- Monsters Among Us (2013)

#### Сборници
- Grave Yarns (2011) – разкази